# Carvin
Carvin là một xã của tỉnh Pas-de-Calais, thuộc vùng Hauts-de-France, miền bắc nước Pháp.

## Dân số
| 1962                                                           | 1968  | 1975  | 1982  | 1990  | 1999  | 2005  |
| -------------------------------------------------------------- | ----- | ----- | ----- | ----- | ----- | ----- |
| 16139                                                          | 17097 | 15601 | 16206 | 17059 | 17772 | 17891 |
| Census count starting from 1962: Population without duplicates |       |       |       |       |       |       |

## Thành phố kết nghĩa
- Klodzko, Poland
- Carvico, Ý